# Jerzy Grotowski
Jerzy Marian Grotowski, né le 11 août 1933 à Rzeszów (Pologne) et mort le 14 janvier 1999 à Pontedera (Toscane, Italie), est un metteur en scène polonais, théoricien du théâtre, pédagogue. Il est l'un des plus grands réformateurs du théâtre du XXe siècle.

## Biographie
Jerzy Grotowski naît à Rzeszów, une ville du sud-est de la Pologne, le 11 août 1933,. Son père est fonctionnaire dans l'administration des forêts, sa mère institutrice.
Lors de l'invasion allemande de la Pologne en 1939, son père se trouve au Paraguay. Il réussit à revenir en Europe pour rallier à Londres le gouvernement polonais en exil, mais il ne regagne jamais la Pologne. Le reste de la famille, la mère et ses deux enfants se réfugient dans le bourg paysan de Nienadówka, au nord de Rzeszów, où ils survivent dans la terreur à deux occupations successives.
En 1950, ils s'installent à Cracovie, où les deux enfants peuvent effectuer leurs études secondaires et supérieures. L'un, Kazimierz, devint professeur de physique théorique à l'université Jagellonne. L'autre, Jerzy, entra à l’école de théâtre d'État. Après un séjour à Moscou où il peut recueillir les leçons des derniers héritiers de Stanislavski, et après ses premiers voyages en Asie centrale, il devient en 1959, dans la petite ville d'Opole, le metteur en scène et co-directeur du « Théâtre des 13 Rangs » fondé par l'écrivain et critique Ludwik Flaszen, autre co-directeur de cet établissement.
Là, avec une poignée d'acteurs, commence pour Grotowski une époque de création qui le rend notoire. Pendant de nombreuses années, cette démarche singulière reste très confidentielle, exposée aux soupçons de la bureaucratie culturelle du régime. Ce n’est pas un théâtre au sens habituel mais plutôt un institut « scientifique » qui se consacre à la recherche dans le domaine de l'art de l'acteur. Les conditions pour effectuer ce travail de recherche sont bien meilleures que celles qu'il aurait pu trouver en Europe occidentale : pas d'objectif de rentabilité.
En 1962, le petit théâtre change de nom alors qu'il transfère son siège dans la ville universitaire de Wrocław, en Silésie : il s'appelle désormais Théâtre Laboratoire (pl) (Teatr Laboratorium).  Une poétique originale a entre-temps pris forme ; elle donne lieu en peu d'années à plusieurs chefs-d'œuvre : en 1962, Kordian, d'après un drame romantique du poète Juliusz Słowacki ; en 1962-1965, Akropolis, d'après un autre drame romantique du poète Stanisław Wyspiański ; en 1963, Doktor Faustus, d'après Christopher Marlowe ; en 1965, Le Prince Constant, d'après Calderón ; et, en 1968, Apocalypsis cum figuris, sur un scénario original tissé de textes de la Bible et de T. S. Eliot.
En 1963, à la faveur d'un congrès de l'Unesco à Varsovie, prévenus par l'assistant metteur en scène de Grotowski, l'Italien Eugenio Barba, deux critiques parisiens, Raymonde et Valentin Temkine, découvrent cette scène. Grâce à leur entremise et à leur obstination, le Théâtre des Nations de Jean-Louis Barrault réussit à faire venir Grotowski et Le Prince Constant à Paris trois ans plus tard, en 1966. La sensation est comparable à celle des Ballets russes de Diaghilev en 1907. En 1969, le même effet se produit à New York. La comparaison avec les Ballets russes s'impose d'autant plus que Grotowski avait son Nijinski, un prodigieux acteur qui ne ressemble à aucun autre et qui lui doit tout, Ryszard Cieslak.
Pourtant, la poétique du Théâtre-Laboratoire polonais est exactement l’antithèse de celle de Diaghilev. Les spectateurs, en très petit nombre, partagent le même espace scénique que les acteurs. Pas de décor, pas d'effets de lumière, pas de grimage, pas de costumes. Pour Grotowski, l'acteur est le tout du théâtre et le théâtre est là pour favoriser son passage à un degré d'humanité plus vrai que le degré quotidien. Tout se joue donc sur l'intensité dramatique et physique d'acteurs entraînés, sur les qualités expressives de leur voix, et sur leur présence presque insoutenable dans l'espace. En dépit de son éclat parfois violent, l'action obéit à la précision rigoureuse et comme nécessaire d'un rite.
À partir de 1969, et jusqu'en 1982, pour éviter d'être condamné à se répéter, Grotowski se lance, avec l'appui de l'Unesco, dans un ambitieux projet intitulé « Théâtre des Sources ». C'est dans son esprit une façon de tisser un lien entre la société moderne et un patrimoine ethnologique mondial en voie de disparition. Déjà familier de l'opéra de Pékin et de diverses formes du théâtre traditionnel indien, Grotowski séjourne au cours de cette période au Nigeria, en Haïti, en Amérique centrale, ou encore en Inde. Il réunit et fait travailler ensemble, en ateliers, des représentants des plus diverses et anciennes traditions rituelles et mystiques des cinq continents, pour en dégager des pratiques communes.
En 1982, nouvelle coupure. Le coup d'État du général Wojciech Jaruzelski et l'instauration de la loi martiale proclamée dans son pays décident Grotowski à rompre définitivement avec la Pologne communiste. Il trouve asile aux États-Unis, où à partir de 1983, il occupe une chaire à l'université d'Irvine en Californie. Il y poursuit le projet « Théâtre des sources » sous d'autres formes, avec des témoins qu'il fait venir de Haïti, de Bali, de Colombie, de Corée, de Taiwan.

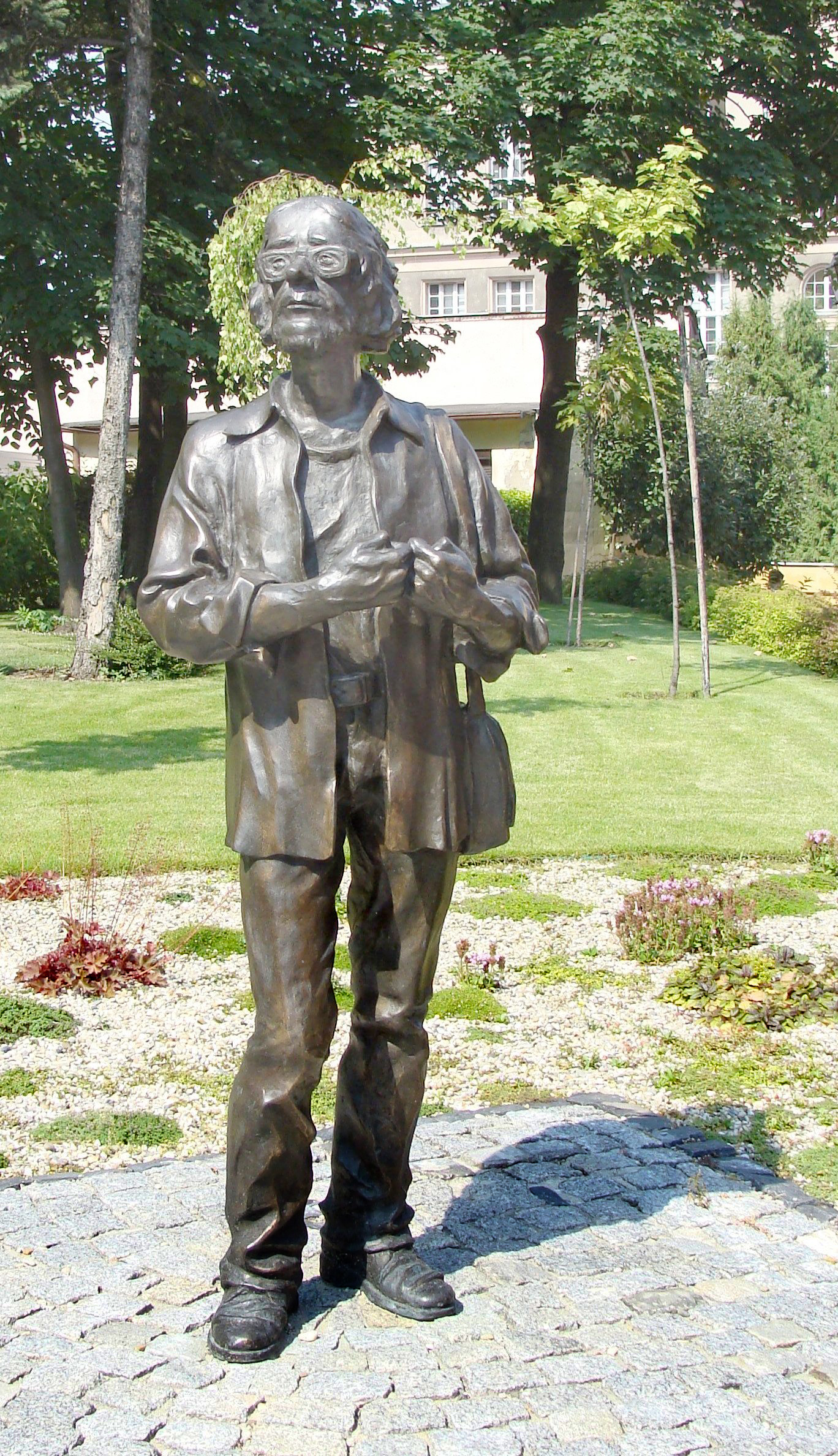
Jerzy Grotowski, statue à Opole (Pologne).

Hanté par le désert intérieur auquel les technologies modernes de communication peuvent conduire les jeunes, Grotowski fait un premier bilan des pratiques prétendument « sauvages », pour reprendre le mot de Lévi-Strauss, dont il a fait l'inventaire : il propose des structures (danses et chants) qui favorisent la greffe entre d'anciens savoirs du corps et de l’âme et des jeunes gens issus de grandes villes modernes.
À partir de 1986, Grotowski s'installe définitivement à Pontedera en Toscane, où il dirige un « Workcenter ». Avec deux groupes de collaborateurs, qui reçoivent de très nombreux hôtes du monde entier, dont Peter Brook et ses acteurs, il se livre à ce qui est, à ses yeux, la synthèse des recherches de toute une vie. Il s'agit toujours de théâtre, mais comme l'écrit Brook, de théâtre comme « véhicule », un véhicule qui entraîne ses passagers moins à représenter des rôles qu'à se connaître eux-mêmes, et à se reconnaître entre eux. L'inspiration du Workcenter n'est pas sans analogie avec celle des écoles philosophiques antiques telles que Pierre Hadot les a décrites. Les exercices du Workcenter se sont notamment concentrés sur la réminiscence de chants anciens dormant dans la mémoire, et sur l’exploration et le partage de l’expérience intérieure dont ils peuvent être le point de départ.
Il sollicite et il obtient en 1990 la nationalité française. Il devient titulaire de la chaire d'anthropologie théâtrale au Collège de France de 1997 à 1999,, et expose sa leçon inaugurale aux Théâtre des Bouffes-du-Nord, chez Peter Brook, le 24 mars 1997.
Il meurt le 14 janvier 1999 à Pontedera, âgé de 65 ans. Il laisse un sillage qui dépassent les limites du théâtre au sens classique, et qui touchent au cœur l'inquiétude contemporaine. Son héritier et légataire artistique est Thomas Richards, directeur du Workcenter of Jerzy Grotowski and Thomas Richards basé à Pontedera, jusqu'en 2022.
Crématisé, ses cendres sont dispersées en Inde, près de la montagne Arunachala.

## Méthode de travail
À la fin des années 1950, au cours de son travail au Théâtre des 13 rangs à Opole, il valorise la présence des acteurs et délaisse les éclairages, décors et costumes superflus qui, selon lui nuisent au travail de l'acteur et à la qualité de la relation avec le spectateur. Une sorte de pagne peut tenir lieu de costume de scène dans ses créations.
Jerzy Grotowski a pour objectif de (re)trouver l'essence même du théâtre, et, pour lui, elle se trouve dans l'organique, c'est-à-dire dans l'acteur. Il pousse ses acteurs à l'extrême pour diminuer les résistances intérieures de ceux-ci. Il leur propose un entraînement, comprenant aussi des exercices physiques, comme pour un danseur. Le don total de l'acteur pour le jeu organique et immédiat fait de lui un « acteur saint », qui utilise son rôle pour démasquer ce qui se cache sous les apparences du vécu quotidien. L'acteur est une fin, alors que le rôle est secondaire ; le rôle est un attribut du théâtre, et pas un attribut de l'acteur. Pour transmettre sa vision du théâtre, il distingue la lignée organique de la lignée artificielle ; sans privilégier l'une ou l'autre, il découvre que ces deux approches ouvrent des sentiers d'expérimentation très fertiles. La lignée artificielle se réfère à la technicité, à l'art de la composition, à tout ce que le public peut voir, tout ce que l'actant peut effectuer ; c'est la structuration de la forme. La lignée organique se réfère à l'implication personnelle de l'actant, son propre processus, son imaginaire, ses impulsions.
Son attention pour toutes les formes de rituels, d'ascèses et de pratiques contrôlées de la transe l'amène d'abord à nourrir son théâtre d'une approche qu'on pourrait qualifier de sacrée, hors de tout dogmatisme et avec le soin et la rigueur d'un artisan ou d'un chercheur scientifique. Son exploration subtile, systématique, et sa capacité de synthèse issue de l'observation de certaines techniques du corps-énergie et de ses transformations présents dans la tradition indienne et dans les rituels afro-caraïbéens (tout particulièrement le vaudou haïtien) lui permettent ensuite de découvrir une approche du souffle, du chant, du corps en mouvement au service d'une forme d'art qui dépasse les clivages hérités entre théâtre, danse, chant, rituels, disciplines spirituels, expression ou méditation.
Cette phase plus secrète du travail de Jerzy Grotowski dure trente ans et s'articule en plusieurs périodes : le parathéâtre des années 1970 qui élimine la figure du spectateur et invente des moments de rencontres et d'actions collectives, le Théâtre des Sources (fin des années 1970, début des années 1980) qui explore les techniques personnelles et confronte de jeunes occidentaux avec les traditions extra-européennes, l'Objective Drama (milieu des années 1980), puis la dernière phase de sa recherche avec la création du « Workcenter » de Pontedera.

## Citations
« Le théâtre doit reconnaître ses propres limites. S'il ne peut pas être plus riche que le cinéma, qu'il soit pauvre. S'il ne peut être aussi prodigue que la télévision, qu'il soit ascétique. S'il ne peut être une attraction technique, qu'il renonce à toute technique. Il nous reste un acteur "saint" dans un théâtre pauvre. […] Il n'y a qu'un seul élément que le cinéma et la télévision ne peuvent voler au théâtre : c'est la proximité de l'organisme vivant. […] Il est donc nécessaire d'abolir la distance entre l'acteur et le public, en éliminant la scène, en détruisant toutes les frontières. Que les scènes les plus âpres se produisent en face à face avec le spectateur et que celui-ci soit à la portée de la main de l'acteur, qu'il sente sa respiration et sa sueur. Cela implique la nécessité d'un théâtre de chambre. »

— Vers un théâtre pauvre

« [Avec Grotowski,] le spectacle devient un acte de sacrifice, une offrande publique de ce que la plupart des gens préfèrent cacher – et c’est une offrande en l’honneur du spectateur. Grotowski a converti la pauvreté en idéal, ses acteurs se sont dépourvus de tout, sauf de leur propre corps ; ils disposent d’instruments – leur organisme – et d'un temps illimité, rien d’étonnant s’ils considèrent leur théâtre comme le plus riche du monde. »

— Peter Brook dans L’Espace vide (1977)

## Publications
- 1967 : L'Institut de recherche sur le jeu de l'acteur, avec Ludwik Flaszen, éd. du Théâtre Laboratoire, Wroclaw
- 1968 : Entretiens radiodiffusés avec Jerzy Grotowski, de Lucien Attoun, 4 émissions, du 26 septembre au 17 octobre 1968, INA
- 1993 (rééd.) : Vers un théâtre pauvre, Éditions L'Âge d'Homme
- 2000 : La Terre de cendres et diamants, avec Eugenio Barba, éditions L'Entretemps[13], 2000  (ISBN 978-2-912877-06-2)
- 2008 : La Lignée organique au théâtre et dans le rituel : leçon inaugurale, conférence et cours, 2 CD MP3 de Jerzy Grotowski, Le livre qui parle, coll. « Collège de France »
- 2023 : Écrits I (1954-1969), Éditions de L'Arche  (ISBN 9782381980454)[14], traduit par Marie-Thérèse Vido-Rzewuska, incluant tous les textes précédemment publiés dans Vers un théâtre pauvre.

### Vidéos
- Vidéos et autres documents sur Jerzy Grotowski
- Ludwik Flaszen à l'occasion de la sortie de son livre "Grotowski et Compagnie Sources et variations" aborde sa collaboration avec Grotowski, la Pologne, le réalisme socialiste, des notions comme création, liberté, asservissement. (Film de 28 min, réalisation Doris Streibl; Librairie Polonaise, Paris 2016)